# FITI시험연구원
FITI시험연구원(Friend of Industry Technology Information Testing & Research Institute)은 섬유 . 산업자재 . 환경 자원 . 미생물 분야 등을 대상으로 시험분석, 품질검사, 품질보증 서비스를 제공하고 시험평가 방법의 개발, 표준화, 관련 부문에 대한 기술지도 및 자료 정보의 제공을 통해 고객기업의 국제경쟁력 향상을 위해 설립된 연구기관이다. 서울특별시 강서구 마곡에 위치하고 있다.

## 연혁
- 1964년 7월 25일 한국직물공업협동조합연합회 검사부 발족
- 1965년 3월 25일 한국직물공업협동조합연합회 부설 직물시험검사소 설치
- 1965년 7월 6일 한국직물시험검사소 개칭
- 1969년 4월 1일 재단법인 한국직물시험검사소 설립
- 1979년 3월 20일 재단법인 한국직물의류시험검사소 개칭
- 1981년 1월 1일 재단법인 한국원사직물시험검사소 개칭
- 1985년 7월 25일 품질보증검사(Q마크) 실시
- 1990년 5월 1일 FITI 소비과학연구센터 설치
- 1993년 11월 15일 위생가공 품질보증검사(SF마크) 실시
- 1994년 4월 2일 재단법인 한국원사직물시험연구원 개칭
- 2003년 2월 18일 중국 FITI 연대센터 설치
- 2005년 5월 9일 재단법인 FITI시험연구원 개칭
- 2005년 11월 28일 중국상해사무소 설치
- 2007년 2월 27일 중국소주검사센터 설치
- 2007년 12월 21일 중국청도사무소 설치
- 2008년 5월 2일 베트남사무소 설치
- 2008년 9월 23일 충청북도, 청원군 오창과학단지 투자협약 체결

2018년 마곡 FITI연구소

## 조직
- 경영기획본부
- 섬유사업본부
- 패션사업본부
- 해외사업본부
- 시험분석본부
- 산업환경본부
- 신뢰성본부
- 강남지원
- 남부지원
- 대구지원
- 부산지원
- 대전지원
- 중국연대사무소
- 중국상해사무소
- 중국청도사무소
- 연구위원실

## 같이 보기
- 한국건설생활환경시험연구원
- 한국기계전기전자시험연구원
- 한국의류시험연구원
- 한국화학융합시험연구원
- 한국섬유개발연구원
- 한국실크연구원
- 한국패션산업연구원